# Eric Boguniecki
Eric Boguniecki (* 6. Mai 1975 in New Haven, Connecticut) ist ein ehemaliger US-amerikanischer Eishockeyspieler, -trainer und -scout, der im Verlauf seiner aktiven Karriere zwischen 1993 und 2010 unter anderem 187 Spiele für die Florida Panthers, St. Louis Blues, Pittsburgh Penguins und New York Islanders in der National Hockey League (NHL) auf der Position des Centers bestritten hat. Darüber hinaus absolvierte Boguniecki annähernd 370 weitere Partien in der American Hockey League (AHL) und war eine Spielzeit für den ERC Ingolstadt in der Deutschen Eishockey Liga (DEL) aktiv. 

## Karriere
Boguniecki begann seine Karriere 1993 im Team der University of New Hampshire, mit der er in der Collegeliga Hockey East im Spielbetrieb der National Collegiate Athletic Association (NCAA) auflief. Während des NHL Entry Draft 1993 wurde er von den St. Louis Blues aus der National Hockey League (NHL) in der achten Runde an insgesamt 193. Position ausgewählt. Der gelernte Stürmer beendete sein Studium und wechselte anschließend in die East Coast Hockey League (ECHL) zu den Dayton Bombers sowie die International Hockey League (IHL) zu den Fort Wayne Komets. Im Sommer 1999 unterschrieb der Rechtsschütze als Free Agent einen Vertrag bei den Florida Panthers, die ihn jedoch überwiegend in der AHL in deren damaligen Farmteam, den Louisville Panthers, einsetzten. Boguniecki trug viermal das Trikot der Panthers.

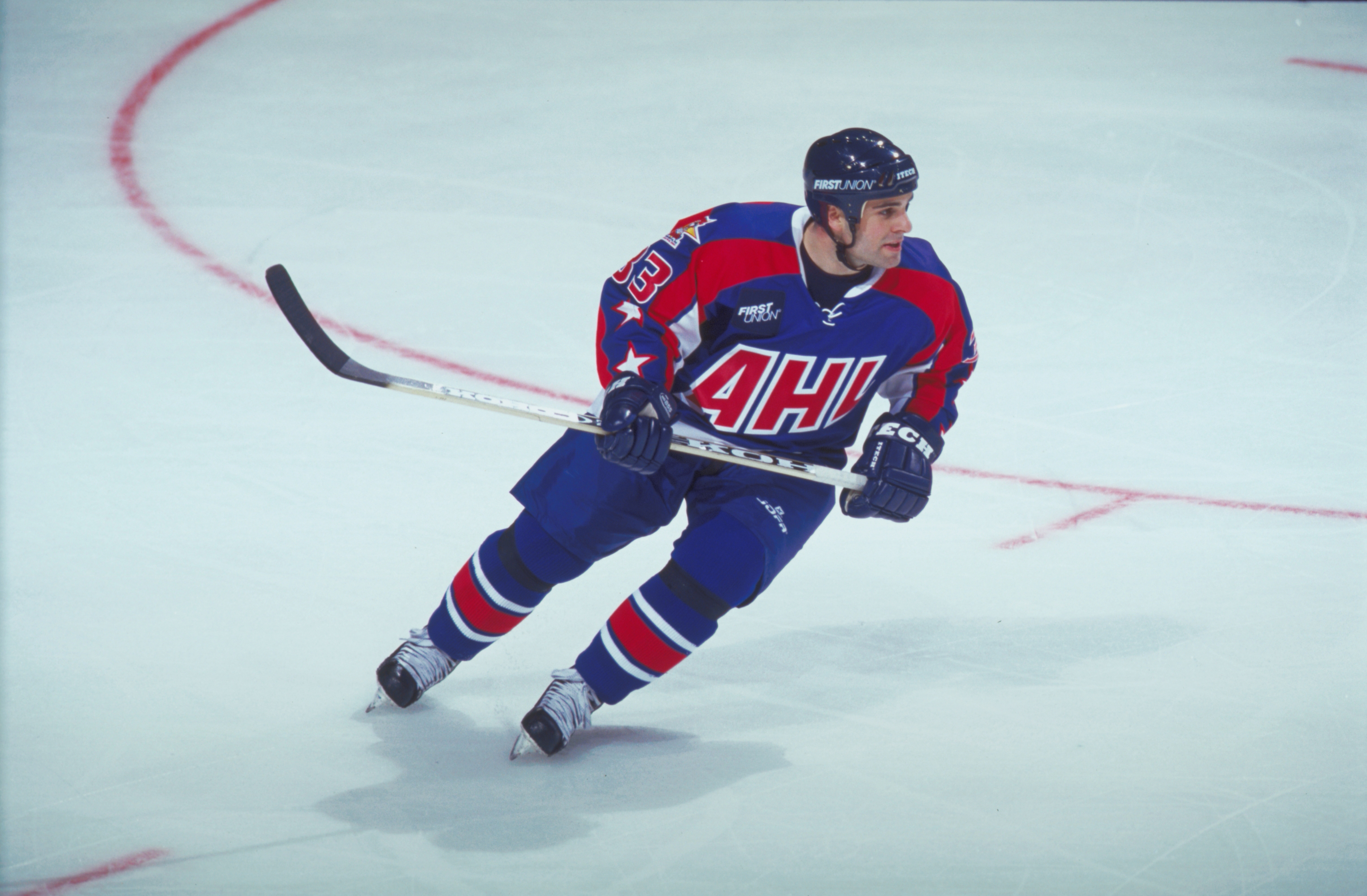
Boguniecki beim AHL All-Star Classic 2001

Im Verlauf der Saison 2000/01 wechselte Boguniecki im Rahmen eines Transfergeschäfts im Dezember 2000 im Tausch für Andrej Podkonický zu den St. Louis Blues, bei denen er allerdings nur ein Mal eingesetzt wurde. In den folgenden Jahren war er überwiegend im Farmteam der Blues aktiv. Bei den Worcester IceCats gehörte er zu den punktbesten Stürmern im Team. In der Spielzeit 2001/02 erzielte er in 63 Spielen 84 Scorerpunkte. Daraufhin bekam er erneut die Chance sich in der NHL zu beweisen. Die Saison 2002/03 verlief dabei äußerst positiv. Boguniecki konnte sich in den Stammkader der Blues spielen und absolvierte nahezu alle Hauptrundenspiele. Er wurde 80-mal eingesetzt und kam dabei auf 49 Punkte. Während des Lockout in der NHL-Spielzeit 2004/05 spielte der damals 29-jährige in der Schweizer Nationalliga B (NLB) beim SC Langenthal und kehrte anschließend zurück ins Team der St. Louis Blues. Weitere Karrierestationen waren anschließend die Pittsburgh Penguins, zu denen er im Tausch für Steve Poapst wechselte, sowie die AHL-Organisationen Peoria Rivermen, Syracuse Crunch und Bridgeport Sound Tigers.
Im Sommer 2007 konnte der US-Amerikaner das Management des ERC Ingolstadt von einem Engagement in der Deutschen Eishockey Liga (DEL) überzeugen. Der Angreifer unterschrieb einen Einjahresvertrag. Am Ende der Saison erhielt er ein Vertragsangebot der Anaheim Ducks, die ihn schließlich zur Spielzeit 2008/09 zurück nach Nordamerika holten. Der Center stand jedoch die gesamte Saison im Kader der Iowa Chops, dem Farmteam der Ducks. In der folgenden Spielzeit ging Boguniecki für die Alaska Aces in der ECHL aufs Eis und beendete im Sommer 2010 im Alter von 35 Jahren seine aktive Karriere.
Nach einer einjährigen Auszeit wurde Boguniecki im Juli 2011 in der Position des Assistenztrainers von den Bridgeport Sound Tigers verpflichtet. In dieser Position war der US-Amerikaner insgesamt zehn Jahre bis zum Sommer 2021 tätig. Zwischen 2022 und 2024 arbeitete er danach als Scout für die Arizona Coyotes aus der NHL.

### International
Mit der US-amerikanische Nationalmannschaft nahm Boguniecki an der Weltmeisterschaft 2000 in Japan teil und erreichte dort mit dem Team den fünften Platz. Der Stürmer absolvierte sieben Turnierspiele für das Team der Vereinigten Staaten und konnte dabei eine Torvorlage geben sowie eine Plus/Minus-Statistik von +2 aufweisen.

## Erfolge und Auszeichnungen
| - 1994 Hockey East All-Rookie Team - 1994 Hockey East All-Tournament Team - 1997 Hockey East Second All-Star Team - 1997 ECHL-Rookie des Monats Oktober - 1998 Teilnahme am ECHL All-Star Game - 2000 Teilnahme am AHL All-Star Classic | - 2001 Teilnahme am AHL All-Star Classic - 2002 Teilnahme am AHL All-Star Classic - 2002 Bester Torschütze der AHL (gemeinsam mit Justin Papineau) - 2002 Les Cunningham Award - 2002 AHL First All-Star Team |

## Karrierestatistik

### International
Vertrat die USA bei:
- Weltmeisterschaft 2000

(Legende zur Spielerstatistik: Sp oder GP = absolvierte Spiele; T oder G = erzielte Tore; V oder A = erzielte Assists; Pkt oder Pts = erzielte Scorerpunkte; SM oder PIM = erhaltene Strafminuten; +/− = Plus/Minus-Bilanz; PP = erzielte Überzahltore; SH = erzielte Unterzahltore; GW = erzielte Siegtore; 1 Play-downs/Relegation; Kursiv: Statistik nicht vollständig)